# Доказательство истины
Доказательство правдивости ( араб. برهان الصديقين‎,  также Демонстрация Истины или Доказательство Правдивости) — формальный аргумент для доказательства существования Бога, введённый исламским философом Авиценной ( 980 – 1037). Авиценна утверждал, что должно быть «необходимое существующее» (уахдатул вуджуд ), сущность, которая не может не существовать.  Аргумент гласит, что весь набор контингентных вещей должен иметь причину, которая не является контингентной, поскольку в противном случае она была бы включена в набор. Более того, посредством ряда аргументов он пришел к выводу, что необходимое сущее должно обладать атрибутами, которые он отождествлял с Богом в исламе, включая единство, простоту, нематериальность, интеллект, силу, щедрость и доброту. 
Историк философии Питер Адамсон назвал этот аргумент одним из самых влиятельных средневековых аргументов в пользу существования Бога и крупнейшим вкладом Авиценны в историю философии. Его с энтузиазмом приняли и повторили (иногда с изменениями) более поздние философы, включая поколения мусульманских философов, западных христианских философов, таких как Фома Аквинский и Дунс Скот, а также еврейских философов, таких как Маймонид.
Среди критиков этого аргумента были Аверроэс, который возражал против его методологии, Аль-Газали, который не соглашался с его характеристикой Бога, и современные критики, которые утверждают, что его частичное выведение атрибутов Бога позволяет людям принимать части аргумента, но при этом отвергать существование Бога. Среди современных ученых нет единого мнения относительно классификации этого аргумента; некоторые говорят, что он онтологический, а другие — что космологический.

## Источник
Этот аргумент изложен в различных трудах Авиценны. Наиболее краткая и влиятельная форма содержится в четвертом «классе» его «Замечаний и наставлений» ( Аль-ишарат ва ат-танбихат ).  Он также присутствует в Книге II, Глава 12 Книги Спасения ( Китаб ан-наджат ) и во всём разделе Метафизики Книги Исцеления ( аш-Шифа ). В отрывках из «Замечаний и наставлений» проводится различие между двумя типами доказательств существования Бога: первый выводится из размышлений о самом существовании; второй требует размышлений о таких вещах, как творения Бога или деяния Бога.  Авиценна говорит, что первый тип — это доказательство для «правдивых», которое более прочно и благородно, чем второй, который является доказательством для определенной «группы людей». По словам профессора исламской философии Шамса С. Инати, под «правдивыми» Авиценна подразумевает философов, а под «группой людей» — теологов и других, кто стремится продемонстрировать существование Бога через его творения.  Доказательство затем стало известно в арабской традиции как «Доказательство Истины» (бурхан ас-сиддикин).

## Аргумент

### Необходимое существующее
Ибн Сина различает вещь, которая нуждается во внешней причине для своего существования – условная вещь – и вещь, существование которой гарантировано ее сущностью или внутренней природой – необходимое существование. Аргумент пытается доказать, что действительно существует необходимое существование. Для этого он сначала рассматривает, может ли быть верным обратное: что все существующее является случайным. Каждая случайная вещь будет нуждаться в чем-то ином, чем она сама, чтобы вызвать ее к существованию, что, в свою очередь, будет нуждаться в другой причине, чтобы вызвать ее к существованию, и так далее. Поскольку это, казалось, вело к бесконечному регрессу, космологические аргументы до Авиценны пришли к выводу, что для прекращения бесконечной цепи необходима некая необходимая причина (например, Бог). Однако аргумент Авиценны не исключает возможности бесконечного регресса.
Вместо этого аргумент рассматривает всю совокупность (джумла) контингентных вещей, общую сумму каждой контингентной вещи, которая существует, существовала или будет существовать. Авиценна утверждает, что эта совокупность также должна подчиняться правилу, которое применяется к единичной случайной вещи; другими словами, она должна иметь что-то вне себя, что заставляет ее существовать. Эта причина должна быть либо условной, либо необходимой. Однако он не может быть условным, поскольку, если бы это было так, он уже был бы включен в совокупность. Таким образом, единственная оставшаяся возможность заключается в том, что необходима внешняя причина, и эта причина должна быть необходимым существованием.
Авиценна предполагает, что этот аргумент можно было бы отвергнуть, заявив, что совокупность случайных вещей может и не быть случайной. Целое не автоматически разделяет черты своих частей; например, в математике набор чисел не является числом . Следовательно, возражают, шаг в аргументации, предполагающий, что совокупность случайных вещей также случайна, является неверным. Однако Авиценна отвергает этот контраргумент как капитуляцию, а не как возражение вообще. Если вся совокупность случайных вещей не является случайной, то она должна быть необходимой. Это также приводит к выводу о наличии необходимого существования, что и пытается доказать Авиценна. Авиценна замечает: «В определённом смысле, это именно то, что ищут».

### От необходимого сущего к Богу
Ограниченность аргумента на данный момент заключается в том, что он показывает только существование необходимого сущего, а это отличается от доказательства существования Бога, которому поклоняются в исламе. Атеист может согласиться с тем, что необходимое сущее существует, но это может быть сама вселенная, или может быть много необходимых сущих, ни одно из которых не является Богом. Авиценна знает об этом ограничении, и его труды содержат многочисленные аргументы, показывающие, что необходимое сущее должно обладать атрибутами, связанными с Богом, определенными в исламе.
Например, Авиценна дает философское обоснование исламской доктрины таухида (единства Бога), показывая уникальность и простоту необходимого сущего. Он утверждает, что необходимое сущее должно быть единственным, используя доказательство от противного, или reductio, показывая, что противоречие возникнет, если предположить, что существует более одного необходимого сущего. Если постулировать два необходимых существования, A и B, то упрощенная версия аргумента рассматривает две возможности: если A отличается от B в результате чего-то, вытекающего из необходимости существования, то B также будет разделять это (будучи само необходимым существованием), и в конце концов эти два понятия не являются различными. Если же, с другой стороны, различие возникло из чего-то, не подразумеваемого необходимостью существования, то этот индивидуализирующий фактор будет причиной для А, и это означает, что А имеет причину и в конце концов не является необходимым существованием. В любом случае, противоположное утверждение приводило к противоречию, что для Авиценны доказывает правильность аргумента. Авиценна утверждал, что необходимое сущее должно быть простым (а не составным) с помощью аналогичной стратегии редукции . Если бы он был композитным, его внутренние части должны были бы иметь особенность, отличающую их друг от друга. Отличительная черта не может быть выведена исключительно из необходимости существования частей, потому что в таком случае они обе имели бы одну и ту же черту и не были бы различимы: противоречие. Но оно также не может быть случайным или требующим внешней причины, потому что это противоречило бы необходимости его существования.

### Атрибуты Необходимого Сущего
Авиценна выводит другие атрибуты необходимого сущего в многочисленных текстах, чтобы оправдать его отождествление с Богом. Он показывает, что необходимое сущее также должно быть нематериальным, интеллектуальным, могущественным, щедрым, обладающим чистым добром ( хайр махд ),  своенравным ( ирада ),  «богатым» или «достаточным» ( гани ) и самодостаточным ( каййум ) среди других качеств. Эти атрибуты часто соответствуют эпитетам Бога, встречающимся в Коране. Обсуждая некоторые из выводов атрибутов, Адамсон заметил, что «полное рассмотрение выводов Авиценны всех атрибутов... потребовало бы исследования объемом в книгу». В целом Авиценна выводит атрибуты, основанные на двух аспектах необходимого существования: (1) его необходимость, которая, как можно показать, подразумевает его явное существование и ряд отрицаний (например, отсутствие причины, отсутствие множественности), и (2) его статус как причины других сущих, который, как можно показать, подразумевает ряд позитивных отношений (например, знающих и могущественных). 

## Реакция

### Положительная
Современный историк философии Питер Адамсон назвал этот аргумент одним из самых влиятельных средневековых аргументов в пользу существования Бога и крупнейшим вкладом Авиценны в историю философии. Поколения мусульманских философов и теологов с одобрением, а иногда и с изменениями, принимали это доказательство и его концепцию Бога как необходимого существа.  Фраза ваджиб аль-вуджуд (необходимое существование) стала широко использоваться для обозначения Бога, даже в трудах ярых критиков Авиценны, что является признаком влияния доказательства.  За пределами мусульманской традиции его также «с энтузиазмом» принимали, повторяли и модифицировали более поздние философы, такие как Фома Аквинский (1225–1274) и Дунс Скот (1266–1308) западной христианской традиции, а также еврейские философы, такие как Маймонид (ум. 1204).
Адамсон сказал, что одной из причин его популярности является то, что он соответствует «основному обоснованию веры многих людей в Бога», которое он противопоставил онтологическому аргументу Ансельма, сформулированному несколько лет спустя, который больше похож на «хитрый трюк», чем на философское обоснование своей веры. Профессор средневековой философии Джон МакГиннис сказал, что аргумент требует лишь нескольких предпосылок, а именно: различия между необходимым и случайным, того, что «нечто существует» и что множество существует посредством своих членов (предположение, которое МакГиннис назвал «почти верным по определению»). 

### Отрицательная
Исламский андалузский философ Аверроэс подверг критике этот аргумент с точки зрения его методологии. Аверроэс, сторонник Аристотеля, утверждал, что существование Бога должно быть доказано на основе естественного мира, как это делал Аристотель. По мнению Аверроэса, доказательство должно основываться на физике, а не на метафизических размышлениях, как в «Доказательстве Истины». Другие мусульманские философы, такие как Аль-Газали, критиковали этот аргумент, поскольку его выводы казались несовместимыми с Богом, известным через исламское откровение. Например, по мнению Авиценны, Бог не может иметь никаких свойств или отношений, которые были бы случайными, поэтому его создание вселенной должно быть необходимым. Аль-Газали оспаривал это как несовместимое с концепцией неограниченной свободной воли Бога, как учит ашаритская теология Аль-Газали. Он далее утверждал, что свободный выбор Бога может быть продемонстрирован произвольностью точного размера Вселенной или времени её создания. 
Питер Адамсон предложил еще несколько возможных направлений критики. Он указал на то, что Авиценна применяет поэтапный подход к доказательству необходимого существования, а затем выводит из него по одному традиционные атрибуты Бога. Это делает каждый из аргументов предметом отдельной оценки. Некоторые могут принять доказательство необходимого существования, отвергнув другие аргументы; такой критик все равно может отвергнуть существование Бога. Другой тип критики может быть направлен на само доказательство необходимого существования. Такой критик мог бы отвергнуть концепцию случайности Авиценны, отправную точку в первоначальном доказательстве, заявив, что вселенная могла бы просто существовать без необходимости или зависимости от внешней причины.

## Классификация аргумента
Немецкий философ Иммануил Кант (1724 – 1804) разделил аргументы в пользу существования Бога на три группы: онтологические, космологические и телеологические. Учёные расходятся во мнениях относительно того, является ли «Доказательство Истины» Авиценны онтологическим, то есть полученным посредством чистого концептуального анализа, или космологическим, то есть полученным посредством привлечения эмпирических предпосылок (например, «существует случайная вещь»). Учёные Герберт А. Дэвидсон, Ленн Э. Гудман, Майкл Э. Мармура, М. Саид Шейх и Сохейл Афнан утверждали, что это космологическое явление. Дэвидсон предположил, что Авиценна не считал «анализ концепции необходимо существующего в силу самой по себе достаточным для установления фактического существования чего-либо во внешнем мире» и что он предложил новую форму космологического аргумента. Другие, включая Парвиза Мореведжа, Гэри Легенхаузена, Абделя Рахмана Бадави, Мигеля Круза Эрнандеса и М.М. Шарифа, утверждали, что аргумент Авиценны был онтологическим. Мореведж назвал этот аргумент «онтологическим аргументом Ибн Сины в пользу существования Бога» и сказал, что он основан исключительно на его аналитической спецификации этой концепции (Необходимое Существование). Стив А. Джонсон и Тоби Майер заявили, что этот аргумент представляет собой гибрид этих двух.

### Сноски
1. 1 2  Inati'"`UNIQ--nowiki-00000000-QINU`"'2014, p. 28.
2. 1 2 3 4 5 6 7 8  Adamson'"`UNIQ--nowiki-00000002-QINU`"'2016, p. 126.
3. ↑  Rizvi'"`UNIQ--nowiki-00000006-QINU`"'2009.
4. 1 2 3 4 5  Adamson'"`UNIQ--nowiki-00000008-QINU`"'2013, p. 170.
5. 1 2 3 4 5 6 7 8  Adamson'"`UNIQ--nowiki-0000000A-QINU`"'2013, p. 171.
6. ↑  Mayer'"`UNIQ--nowiki-0000000E-QINU`"'2001, pp. 18–19.
7. ↑  Adamson'"`UNIQ--nowiki-00000010-QINU`"'2016, p. 459.
8. ↑  Adamson'"`UNIQ--nowiki-00000012-QINU`"'2013, p. 176.
9. ↑  Inati'"`UNIQ--nowiki-00000016-QINU`"'2014, pp. 130.
10. 1 2  Inati'"`UNIQ--nowiki-00000018-QINU`"'2014, pp. 28–29.
11. ↑  Inati'"`UNIQ--nowiki-0000001A-QINU`"'2014, pp. 130–131.
12. 1 2 3 4 5 6 7  Adamson'"`UNIQ--nowiki-00000020-QINU`"'2016, p. 127.
13. 1 2 3  McGinnis'"`UNIQ--nowiki-00000026-QINU`"'2011, p. 72.
14. 1 2 3 4  Adamson'"`UNIQ--nowiki-00000034-QINU`"'2016, p. 128.
15. 1 2  Adamson'"`UNIQ--nowiki-00000040-QINU`"'2016, p. 130.
16. ↑  Adamson'"`UNIQ--nowiki-00000042-QINU`"'2013, pp. 177–178.
17. ↑  Adamson'"`UNIQ--nowiki-00000044-QINU`"'2013, p. 180.
18. ↑  Adamson'"`UNIQ--nowiki-0000004A-QINU`"'2013, p. 183.
19. ↑  Adamson'"`UNIQ--nowiki-00000050-QINU`"'2013, pp. 185–186.
20. ↑  Adamson'"`UNIQ--nowiki-00000052-QINU`"'2013, p. 188.
21. 1 2  Adamson'"`UNIQ--nowiki-00000054-QINU`"'2013, p. 187.
22. 1 2  Adamson'"`UNIQ--nowiki-00000056-QINU`"'2013, p. 175.
23. ↑  Adamson'"`UNIQ--nowiki-0000005C-QINU`"'2013, p. 172.
24. ↑  Adamson'"`UNIQ--nowiki-0000005E-QINU`"'2013, pp. 172–176.
25. 1 2 3  McGinnis'"`UNIQ--nowiki-00000070-QINU`"'2011, p. 74.
26. 1 2 3  Adamson'"`UNIQ--nowiki-00000072-QINU`"'2016, p. 131.
27. 1 2  Adamson'"`UNIQ--nowiki-00000076-QINU`"'2016, p. 150.
28. 1 2 3 4 5  Mayer'"`UNIQ--nowiki-0000007E-QINU`"'2001, p. 19.
29. 1 2  Mayer'"`UNIQ--nowiki-00000086-QINU`"'2001, p. 18.